# Liliu
Ellinton Antonio Costa Morais (Bauru, Brasil, 30 de marzo de 1990) conocido como Liliu, es un futbolista brasileño. Juega como delantero y su equipo actual es FCI Levadia Tallinn de la Meistriliiga.

## Trayectoria
Inició su carrera en clubes de ligas menores brasileñas.
En el invierno de 2010 fue prestado por seis meses al club belga K.V.C. Westerlo y en el verano del mismo año firmó un contrato completo con el equipo.
Desde el 2021 sale con la señorita Marie Orihuela. Compartió equipo con los peruanos Nelinho Quina y Daniel Chávez. Donde fue el 9 del equipo y jugó la Liga Europa de la UEFA 2011-12.
En 2012 jugó en la Liga Premier de Kuwait para el club Al-Nasr. En 2013 regresó a Brasil por un corto tiempo, donde jugó en el Clube de Regatas Brasil y Esporte Clube Rio Verde.
Durante los siguientes años, alternó en las ligas de Chipre y Malta, y también jugó 7 partidos para el club israelí Hapoel Ra'anana AFC.
El 3 de julio de 2017, Liliu firmó un contrato con club estonio Nõmme Kalju. Kalju ganó el título de Meistriliiga 2018 y Liliu se llevó el título de máximo goleador de la liga con 31 goles.
El 7 de agosto de 2019, Liliu firmó un contrato con el club sueco Brommapojkarna, donde marcó un gol en nueve partidos. Dejó el club al final del año. En 2020, se mudó a FC Inter Turku. Marcó su primer gol en la Veikkausliiga el 26 de julio de 2020 en un partido contra Haka.
En 2021 fue fichado por el Sport Huancayo de la Liga1 de Perú. Jugó la Copa Sudamericana 2021 donde logró anotar 3 goles. Sin embargo, en lo colectivo le fue mal, debido a que no logró clasificar a algún torneo internacional.

## Clubes
| Club                    | País      | Año       | PJ | Goles |
| ----------------------- | --------- | --------- | -- | ----- |
| KVC Westerlo            | Bélgica   | 2010-2012 | 40 | 9     |
| Al Nasr                 | Kuwait    | 2012      | -  | -     |
| Clube de Regatas Brasil | Brasil    | 2013      | 3  | 1     |
| EC Rio Verde            | Brasil    | 2013      | 1  | 0     |
| Ethnikos Achnas         | Chipre    | 2013      | 16 | 5     |
| Hapoel Ra'anana         | Israel    | 2014      | 8  | 0     |
| Birkirkara FC           | Malta     | 2014-2015 | 40 | 17    |
| Nea Salamina            | Chipre    | 2016      | 15 | 1     |
| Gżira United            | Malta     | 2016      | 4  | 2     |
| Nõmme Kalju             | Estonia   | 2017-2019 | 76 | 56    |
| Brommapojkarna          | Suecia    | 2019      | 9  | 2     |
| Inter Turku             | Finlandia | 2020      | 23 | 2     |
| Sport Huancayo          | Perú      | 2021-2022 | 26 | 8     |
| FCI Levadia Tallinn     | Estonia   | 2022-2023 | 28 | 9     |

## Palmarés

### Campeonatos nacionales
| Título       | Club          | País    | Año     |
| ------------ | ------------- | ------- | ------- |
| Copa Maltesa | Birkirkara FC | Malta   | 2014-15 |
| Meistriliiga | Nõmme Kalju   | Estonia | 2018    |

### Distinciones individuales
| Distinción                                    | Año  |
| --------------------------------------------- | ---- |
| Máximo goleador de la Meistriliiga (31 goles) | 2018 |